# Cecoslovacchia ai XVI Giochi olimpici invernali
La Cecoslovacchia partecipò ai XVI Giochi olimpici invernali, svoltisi ad Albertville, Francia, dall'8 al 23 febbraio 1992, con una delegazione di 74 atleti impegnati in dieci discipline.